# Llista de topònims de la Llacuna
Llista de topònims (noms propis de lloc) del municipi de la Llacuna, a l'Anoia
Informació actualitzada per un bot. Els canvis manuals es perdran quan s'actualitzi!

## avenc
| imatge | Nom                        | Ubicat a   | instància de | Detalls | coordenades                                                        | Protecció | Commons (més fotos) | Dades a WD                    |
| ------ | -------------------------- | ---------- | ------------ | ------- | ------------------------------------------------------------------ | --------- | ------------------- | ----------------------------- |
|        | avenc de Viumala           | la Llacuna | avenc        |         | 41° 27′ 55″ N, 1° 32′ 15″ E / 41.465198171412°N,1.53737171572387°E |           |                     | Modifica les dades a Wikidata |
|        | avenc de la Plana d'Ancosa | la Llacuna | avenc        |         | 41° 26′ 50″ N, 1° 29′ 15″ E / 41.4472494163264°N,1.4874242151728°E |           |                     | Modifica les dades a Wikidata |

## cabana
| imatge | Nom                    | Ubicat a   | instància de | Detalls | coordenades                                                         | Protecció | Commons (més fotos) | Dades a WD                    |
| ------ | ---------------------- | ---------- | ------------ | ------- | ------------------------------------------------------------------- | --------- | ------------------- | ----------------------------- |
|        | cobert de Cal Martinet | la Llacuna | cabana       |         | 41° 29′ 06″ N, 1° 33′ 13″ E / 41.4851186392304°N,1.5534895392667°E  |           |                     | Modifica les dades a Wikidata |
|        | corral de Novell       | la Llacuna | cabana       |         | 41° 28′ 27″ N, 1° 30′ 15″ E / 41.4741470031819°N,1.50412838222332°E |           |                     | Modifica les dades a Wikidata |

## casa
| imatge | Nom                         | Ubicat a   | instància de | Detalls                          | coordenades                                                                                     | Protecció                                  | Commons (més fotos)                   | Dades a WD                    |
| ------ | --------------------------- | ---------- | ------------ | -------------------------------- | ----------------------------------------------------------------------------------------------- | ------------------------------------------ | ------------------------------------- | ----------------------------- |
|        | Ca l'Americà                | la Llacuna | casa         | Estil: arquitectura popular 1878 | 41° 28′ 21″ N, 1° 32′ 06″ E / 41.472432°N,1.53493°E ca:Carrer de Pedragosa/Carrer de la Cuitora | bé integrant del patrimoni cultural català | Restaurant Ca l'Americà               | Modifica les dades a Wikidata |
|        | Cal Cristià                 | la Llacuna | casa         | Estil: arquitectura popular      | 41° 28′ 18″ N, 1° 31′ 59″ E / 41.471743°N,1.533171°E ca:Font, 5                                 | bé integrant del patrimoni cultural català | Cal Cristià (la Llacuna)              | Modifica les dades a Wikidata |
|        | Cal Nin Nou                 | la Llacuna | casa         | Estil: noucentisme 20th century  | 41° 28′ 13″ N, 1° 32′ 00″ E / 41.470397°N,1.533215°E ca:Crtra. d'Igualada                       | bé integrant del patrimoni cultural català | Cal Nin Nou (la Llacuna)              | Modifica les dades a Wikidata |
|        | Cal Noia                    | la Llacuna | casa         | Estil: arquitectura popular      | 41° 28′ 18″ N, 1° 31′ 59″ E / 41.471697°N,1.533118°E                                            | bé integrant del patrimoni cultural català |                                       | Modifica les dades a Wikidata |
|        | Casa Magí Farriol           | la Llacuna | casa         | Estil: arquitectura popular      | 41° 28′ 19″ N, 1° 32′ 09″ E / 41.47184°N,1.535851°E                                             | bé integrant del patrimoni cultural català |                                       | Modifica les dades a Wikidata |
|        | Casa Magí Gomà i Canela     | la Llacuna | casa         | Estil: arquitectura popular      | 41° 28′ 21″ N, 1° 32′ 06″ E / 41.472489°N,1.534947°E                                            | bé integrant del patrimoni cultural català | Casa Magí Gomà i Canela               | Modifica les dades a Wikidata |
|        | cal Nin Vell                | la Llacuna | casa         | Estil: arquitectura popular      | 41° 28′ 22″ N, 1° 32′ 00″ E / 41.472728°N,1.533445°E ca:Carrer d'en Badorc, 4 615 msnm          | bé integrant del patrimoni cultural català | Cal Nin Vell (la Llacuna)             | Modifica les dades a Wikidata |
|        | casa al carrer Igualada, 27 | la Llacuna | casa         | Estil: noucentisme               | 41° 28′ 12″ N, 1° 31′ 58″ E / 41.470118°N,1.532722°E                                            | bé integrant del patrimoni cultural català |                                       | Modifica les dades a Wikidata |
|        | casa al carrer Major, 11    | la Llacuna | casa         | Estil: arquitectura popular      | 41° 28′ 20″ N, 1° 32′ 00″ E / 41.472109°N,1.533239°E                                            | bé integrant del patrimoni cultural català | Casa al carrer Major, 11 (la Llacuna) | Modifica les dades a Wikidata |

## castell
| imatge | Nom                       | Ubicat a   | instància de | Detalls                        | coordenades                                                                                 | Protecció                                            | Commons (més fotos)                 | Dades a WD                    |
| ------ | ------------------------- | ---------- | ------------ | ------------------------------ | ------------------------------------------------------------------------------------------- | ---------------------------------------------------- | ----------------------------------- | ----------------------------- |
|        | Castell dels Templers     | la Llacuna | castell      |                                | 41° 28′ 36″ N, 1° 31′ 00″ E / 41.4765806566622°N,1.51677955790272°E 640 msnm                |                                                      |                                     | Modifica les dades a Wikidata |
|        | Castellot de Can Martinet | la Llacuna | castell      |                                | 41° 29′ 05″ N, 1° 33′ 39″ E / 41.4846515511598°N,1.56077063004045°E                         |                                                      |                                     | Modifica les dades a Wikidata |
|        | Castellot del Mas Martí   | la Llacuna | castell      |                                | 41° 29′ 02″ N, 1° 33′ 36″ E / 41.483855°N,1.55994°E                                         | bé d'interès cultural bé cultural d'interès nacional | Castellot del mas Martí             | Modifica les dades a Wikidata |
|        | castell de Vilademàger    | la Llacuna | castell      | Estil: arquitectura gòtica 987 | 41° 28′ 22″ N, 1° 33′ 01″ E / 41.4728°N,1.55028°E ca:Camí de can Marquet (camí del Castell) | bé d'interès cultural bé cultural d'interès nacional | Castell de Vilademàger (La Llacuna) | Modifica les dades a Wikidata |

## cova
| imatge | Nom                  | Ubicat a   | instància de              | Detalls | coordenades                                                         | Protecció | Commons (més fotos) | Dades a WD                    |
| ------ | -------------------- | ---------- | ------------------------- | ------- | ------------------------------------------------------------------- | --------- | ------------------- | ----------------------------- |
|        | Cau del Conill       | la Llacuna | cova                      |         | 41° 29′ 29″ N, 1° 34′ 22″ E / 41.4914032981335°N,1.57276822156728°E |           |                     | Modifica les dades a Wikidata |
|        | cova de Cal Sant     | la Llacuna | cova                      |         | 41° 26′ 28″ N, 1° 30′ 48″ E / 41.4409846166214°N,1.5133052537697°E  |           |                     | Modifica les dades a Wikidata |
|        | cova de Valldecerves | la Llacuna | cova jaciment arqueològic |         | 41° 27′ 52″ N, 1° 29′ 16″ E / 41.4644851814187°N,1.48781395166852°E |           |                     | Modifica les dades a Wikidata |
|        | cova de la Rosella   | la Llacuna | cova                      |         | 41° 29′ 30″ N, 1° 34′ 22″ E / 41.4916746272001°N,1.57285810010779°E |           |                     | Modifica les dades a Wikidata |
|        | cova de les Clotes   | la Llacuna | cova                      |         | 41° 27′ 58″ N, 1° 30′ 35″ E / 41.4659864246915°N,1.50966865498747°E |           |                     | Modifica les dades a Wikidata |
|        | el Salt del Gos      | la Llacuna | cova                      |         | 41° 28′ 25″ N, 1° 30′ 05″ E / 41.4735268020878°N,1.50146001903092°E |           |                     | Modifica les dades a Wikidata |

## curs d'aigua
| imatge | Nom                  | Ubicat a           | instància de | Detalls                                                 | coordenades | Protecció | Commons (més fotos) | Dades a WD                    |
| ------ | -------------------- | ------------------ | ------------ | ------------------------------------------------------- | --- | --------- | ------------------- | ----------------------------- |
|        | Foix                 | Penedès            | curs d'aigua | Desemboca: mar Mediterrània Llarg: 41km Conca: 311.9km² | 41° 27′ 13″ N, 1° 32′ 48″ E / 41.453656°N,1.546799°E 41° 11′ 56″ N, 1° 40′ 36″ E / 41.19897°N,1.676569°E ca:Cubelles |           | Foix River          | Modifica les dades a Wikidata |
|        | torrent de Puigcogul | la Llacuna Mediona | curs d'aigua | Desemboca: Riu de Bitlles                               | 41° 28′ 26″ N, 1° 36′ 45″ E / 41.473888888889°N,1.6125°E 428 msnm                                                    |           |                     | Modifica les dades a Wikidata |

## edifici
| imatge | Nom                               | Ubicat a   | instància de | Detalls                                 | coordenades                                                               | Protecció                                  | Commons (més fotos)               | Dades a WD                    |
| ------ | --------------------------------- | ---------- | ------------ | --------------------------------------- | ------------------------------------------------------------------------- | ------------------------------------------ | --------------------------------- | ----------------------------- |
|        | Convent d'Ancosa                  | la Llacuna | edifici      | Estat: ruïnós                           | 41° 27′ 06″ N, 1° 29′ 47″ E / 41.45175348314°N,1.4963697088041°E 716 msnm |                                            |                                   | Modifica les dades a Wikidata |
|        | Convent de les Dominiques         | la Llacuna | edifici      |                                         | 41° 28′ 19″ N, 1° 32′ 04″ E / 41.4718944444°N,1.53442222222°E             | bé integrant del patrimoni cultural català |                                   | Modifica les dades a Wikidata |
|        | Hostal El Celler                  | la Llacuna | edifici      | Estil: arquitectura popular             | 41° 28′ 20″ N, 1° 32′ 01″ E / 41.472289°N,1.533583°E                      | bé integrant del patrimoni cultural català | Hostal El Celler (la Llacuna)     | Modifica les dades a Wikidata |
|        | tros de finestra del carrer Raval | la Llacuna | edifici      | Estil: arquitectura gòtica 14th century | ca:C. Raval                                                               | bé integrant del patrimoni cultural català | Tros de finestra del carrer Raval | Modifica les dades a Wikidata |

## entitat singular de població
| imatge | Nom           | Ubicat a   | instància de                                   | Detalls | coordenades | Protecció | Commons (més fotos) | Dades a WD                    |
| ------ | ------------- | ---------- | ---------------------------------------------- | ------- | --- | --------- | ------------------- | ----------------------------- |
|        | Rofes         | la Llacuna | entitat singular de població                   | 121 hab | 41° 29′ 37″ N, 1° 34′ 04″ E / 41.4935015782081°N,1.56766670899267°E ca:Crtra. de La Llacuna a Sant Joan de Mediona 562 msnm |           | Rofes (La Llacuna)  | Modifica les dades a Wikidata |
|        | Torrebusqueta | la Llacuna | entitat singular de població                   | 15 hab  | 41° 27′ 41″ N, 1° 31′ 07″ E / 41.4612648480096°N,1.51858946669078°E ca:Camí de Torrebusqueta 670 msnm                       |           |                     | Modifica les dades a Wikidata |
|        | la Llacuna    | la Llacuna | entitat singular de població capital municipal | 848 hab | 41° 28′ 15″ N, 1° 32′ 04″ E / 41.47078364°N,1.53451396°E 618 msnm                                                           |           |                     | Modifica les dades a Wikidata |

## església
| imatge | Nom                       | Ubicat a   | instància de              | Detalls                           | coordenades                                                                            | Protecció                                  | Commons (més fotos)                  | Dades a WD                    |
| ------ | ------------------------- | ---------- | ------------------------- | --------------------------------- | -------------------------------------------------------------------------------------- | ------------------------------------------ | ------------------------------------ | ----------------------------- |
|        | Sant Antoni Abat del Pla  | la Llacuna | església edifici històric | Estil: arquitectura popular       | 41° 29′ 10″ N, 1° 32′ 52″ E / 41.486042°N,1.547718°E                                   | bé integrant del patrimoni cultural català | Sant Antoni Abat del Pla             | Modifica les dades a Wikidata |
|        | Sant Joan de Baltà        | la Llacuna | església                  | 18th century                      | 41° 27′ 30″ N, 1° 34′ 06″ E / 41.458389°N,1.568343°E ca:Prop les Cases Noves del Pardo | bé integrant del patrimoni cultural català |                                      | Modifica les dades a Wikidata |
|        | Sant Josep de la Llacuna  | la Llacuna | església                  | Estil: historicisme arquitectònic | 41° 29′ 41″ N, 1° 34′ 04″ E / 41.494597°N,1.567785°E                                   | bé integrant del patrimoni cultural català | Sant Josep de Rofes                  | Modifica les dades a Wikidata |
|        | Sant Pere de Màger        | la Llacuna | església                  |                                   | 41° 28′ 22″ N, 1° 33′ 00″ E / 41.4728445495139°N,1.55012181521356°E 727 msnm           |                                            |                                      | Modifica les dades a Wikidata |
|        | Santa Maria de la Llacuna | la Llacuna | església                  | Estil: arquitectura gòtica        | 41° 28′ 22″ N, 1° 32′ 03″ E / 41.472709°N,1.534222°E                                   | bé integrant del patrimoni cultural català | Església de Santa Maria (la Llacuna) | Modifica les dades a Wikidata |

## font
| imatge | Nom                    | Ubicat a   | instància de | Detalls | coordenades                                                                            | Protecció | Commons (més fotos) | Dades a WD                    |
| ------ | ---------------------- | ---------- | ------------ | ------- | -------------------------------------------------------------------------------------- | --------- | ------------------- | ----------------------------- |
|        | font Cuitora           | la Llacuna | font         |         | 41° 28′ 01″ N, 1° 32′ 12″ E / 41.4669284386138°N,1.53673408183305°E ca:Camí de Cuitora |           |                     | Modifica les dades a Wikidata |
|        | font de Rocamur        | la Llacuna | font         |         | 41° 28′ 28″ N, 1° 33′ 33″ E / 41.4743079489044°N,1.5590593594819°E                     |           |                     | Modifica les dades a Wikidata |
|        | font de la Barrulla    | la Llacuna | font         |         | 41° 26′ 35″ N, 1° 29′ 47″ E / 41.442925103734°N,1.49628696618211°E                     |           |                     | Modifica les dades a Wikidata |
|        | font de les Comentores | la Llacuna | font         |         | 41° 27′ 59″ N, 1° 32′ 40″ E / 41.4663159680631°N,1.54454338565798°E                    |           |                     | Modifica les dades a Wikidata |

## granja
| imatge | Nom                   | Ubicat a   | instància de | Detalls | coordenades                                                         | Protecció | Commons (més fotos) | Dades a WD                    |
| ------ | --------------------- | ---------- | ------------ | ------- | ------------------------------------------------------------------- | --------- | ------------------- | ----------------------------- |
|        | Granges Sagrera       | la Llacuna | granja       |         | 41° 28′ 26″ N, 1° 31′ 51″ E / 41.4740046312992°N,1.53081441087142°E |           |                     | Modifica les dades a Wikidata |
|        | Granja Dorita         | la Llacuna | granja       |         | 41° 28′ 40″ N, 1° 31′ 06″ E / 41.4777723818709°N,1.51839320324441°E |           |                     | Modifica les dades a Wikidata |
|        | Granja de Cassanelles | la Llacuna | granja       |         | 41° 27′ 13″ N, 1° 34′ 57″ E / 41.4537115192316°N,1.58249038926586°E |           |                     | Modifica les dades a Wikidata |
|        | Granja del Repares    | la Llacuna | granja       |         | 41° 28′ 32″ N, 1° 31′ 48″ E / 41.4755976450241°N,1.53001194126634°E |           |                     | Modifica les dades a Wikidata |

## jaciment arqueològic
| imatge | Nom                         | Ubicat a   | instància de                                | Detalls | coordenades                                                        | Protecció                                                                                        | Commons (més fotos) | Dades a WD                    |
| ------ | --------------------------- | ---------- | ------------------------------------------- | ------- | ------------------------------------------------------------------ | ------------------------------------------------------------------------------------------------ | ------------------- | ----------------------------- |
|        | Poblat ibèric del Castellar | la Llacuna | jaciment arqueològic                        |         | 41° 26′ 51″ N, 1° 31′ 09″ E / 41.447365121106°N,1.51915714764096°E |                                                                                                  |                     | Modifica les dades a Wikidata |
|        | Roca Roja                   | la Llacuna | jaciment arqueològic gruta amb art rupestre |         | 41° 27′ 53″ N, 1° 29′ 13″ E / 41.4647°N,1.487°E                    | bé d'interès cultural lloc component de Patrimoni de la Humanitat bé cultural d'interès nacional |                     | Modifica les dades a Wikidata |

## masia
| imatge | Nom                           | Ubicat a   | instància de     | Detalls                                  | coordenades | Protecció                                            | Commons (més fotos)      | Dades a WD                    |
| ------ | ----------------------------- | ---------- | ---------------- | ---------------------------------------- | --- | ---------------------------------------------------- | ------------------------ | ----------------------------- |
|        | Ca l'Aleix                    | la Llacuna | masia            |                                          | 41° 26′ 20″ N, 1° 31′ 19″ E / 41.4387619440462°N,1.52185441675022°E                                                                              |                                                      |                          | Modifica les dades a Wikidata |
|        | Ca l'Ambròs                   | la Llacuna | masia            |                                          | 41° 27′ 28″ N, 1° 30′ 54″ E / 41.4577690454592°N,1.51501723486058°E                                                                              |                                                      |                          | Modifica les dades a Wikidata |
|        | Ca l'Escofet                  | la Llacuna | masia            |                                          | 41° 26′ 42″ N, 1° 32′ 33″ E / 41.4450154060438°N,1.54251768259589°E                                                                              |                                                      |                          | Modifica les dades a Wikidata |
|        | Cal Cabreta                   | la Llacuna | masia            |                                          | 41° 30′ 07″ N, 1° 33′ 38″ E / 41.5018089441801°N,1.56067827611224°E                                                                              |                                                      |                          | Modifica les dades a Wikidata |
|        | Cal Camorra                   | la Llacuna | masia            |                                          | 41° 26′ 31″ N, 1° 30′ 16″ E / 41.442067723493°N,1.50444650746536°E                                                                               |                                                      |                          | Modifica les dades a Wikidata |
|        | Cal Conillet                  | la Llacuna | masia            |                                          | 41° 28′ 25″ N, 1° 32′ 17″ E / 41.4735311734971°N,1.53819035979301°E                                                                              |                                                      |                          | Modifica les dades a Wikidata |
|        | Cal Corralet                  | la Llacuna | masia            |                                          | 41° 26′ 26″ N, 1° 31′ 25″ E / 41.4406042234723°N,1.52363203862271°E                                                                              |                                                      |                          | Modifica les dades a Wikidata |
|        | Cal Cucut                     | la Llacuna | masia            |                                          | 41° 29′ 14″ N, 1° 32′ 46″ E / 41.4872160000088°N,1.54624376773689°E                                                                              |                                                      |                          | Modifica les dades a Wikidata |
|        | Cal Fadrí                     | la Llacuna | masia            |                                          | 41° 27′ 20″ N, 1° 33′ 22″ E / 41.4554565506293°N,1.55623213034863°E                                                                              |                                                      |                          | Modifica les dades a Wikidata |
|        | Cal Felip                     | la Llacuna | masia            |                                          | 41° 29′ 06″ N, 1° 33′ 20″ E / 41.4849654887144°N,1.55563703422133°E                                                                              |                                                      |                          | Modifica les dades a Wikidata |
|        | Cal Felip de l'Obaga          | la Llacuna | masia            |                                          | 41° 30′ 09″ N, 1° 33′ 04″ E / 41.5025986705061°N,1.55112359247915°E                                                                              |                                                      |                          | Modifica les dades a Wikidata |
|        | Cal Francisco de Cal Cabanyes | la Llacuna | masia            |                                          | 41° 27′ 05″ N, 1° 32′ 36″ E / 41.4514122632926°N,1.54336815657416°E                                                                              |                                                      |                          | Modifica les dades a Wikidata |
|        | Cal Frare del Llebre          | la Llacuna | masia            |                                          | 41° 28′ 29″ N, 1° 32′ 09″ E / 41.4747451689176°N,1.5359115437254°E                                                                               |                                                      |                          | Modifica les dades a Wikidata |
|        | Cal Galimany                  | la Llacuna | masia            |                                          | 41° 25′ 57″ N, 1° 30′ 13″ E / 41.4325282264539°N,1.50368411228546°E                                                                              |                                                      |                          | Modifica les dades a Wikidata |
|        | Cal Genet                     | la Llacuna | masia            |                                          | 41° 30′ 10″ N, 1° 33′ 12″ E / 41.5028620447371°N,1.55344212064202°E                                                                              |                                                      |                          | Modifica les dades a Wikidata |
|        | Cal Grapissó                  | la Llacuna | masia            |                                          | 41° 29′ 15″ N, 1° 32′ 45″ E / 41.4875345623472°N,1.54579343649107°E                                                                              |                                                      |                          | Modifica les dades a Wikidata |
|        | Cal Jaume Gili                | la Llacuna | masia            |                                          | 41° 29′ 12″ N, 1° 32′ 43″ E / 41.4866546067791°N,1.5452980431728°E                                                                               |                                                      |                          | Modifica les dades a Wikidata |
|        | Cal Jaume Ramonet             | la Llacuna | masia            |                                          | 41° 28′ 18″ N, 1° 29′ 13″ E / 41.4717890060619°N,1.48705738178313°E                                                                              |                                                      |                          | Modifica les dades a Wikidata |
|        | Cal Maginet                   | la Llacuna | masia            |                                          | 41° 26′ 08″ N, 1° 30′ 35″ E / 41.4355526935374°N,1.50977868348797°E                                                                              |                                                      |                          | Modifica les dades a Wikidata |
|        | Cal Magí de la Plana Molinera | la Llacuna | masia            |                                          | 41° 26′ 11″ N, 1° 30′ 43″ E / 41.4362573091435°N,1.51202473285747°E                                                                              |                                                      |                          | Modifica les dades a Wikidata |
|        | Cal Manquet                   | la Llacuna | masia            |                                          | 41° 26′ 05″ N, 1° 30′ 32″ E / 41.4348475616888°N,1.50888517917396°E                                                                              |                                                      |                          | Modifica les dades a Wikidata |
|        | Cal Manyo                     | la Llacuna | masia            |                                          | 41° 26′ 45″ N, 1° 31′ 23″ E / 41.4458674275935°N,1.52316555543385°E                                                                              |                                                      |                          | Modifica les dades a Wikidata |
|        | Cal Marimon                   | la Llacuna | masia            |                                          | 41° 28′ 18″ N, 1° 30′ 54″ E / 41.4716137200707°N,1.51507250420818°E                                                                              |                                                      |                          | Modifica les dades a Wikidata |
|        | Cal Marquet                   | la Llacuna | masia            |                                          | 41° 28′ 28″ N, 1° 33′ 09″ E / 41.4743615285755°N,1.55256707602516°E                                                                              |                                                      |                          | Modifica les dades a Wikidata |
|        | Cal Martinet                  | la Llacuna | masia            |                                          | 41° 29′ 04″ N, 1° 33′ 32″ E / 41.4844486649114°N,1.5589544561973°E                                                                               |                                                      |                          | Modifica les dades a Wikidata |
|        | Cal Maties                    | la Llacuna | masia            |                                          | 41° 29′ 13″ N, 1° 32′ 43″ E / 41.4869235318541°N,1.54519619865526°E                                                                              |                                                      |                          | Modifica les dades a Wikidata |
|        | Cal Mencior                   | la Llacuna | masia            |                                          | 41° 28′ 36″ N, 1° 32′ 03″ E / 41.4766779550388°N,1.53420329165336°E                                                                              |                                                      |                          | Modifica les dades a Wikidata |
|        | Cal Moixó                     | la Llacuna | masia            |                                          | 41° 26′ 52″ N, 1° 33′ 07″ E / 41.4478552794348°N,1.55199524816272°E                                                                              |                                                      |                          | Modifica les dades a Wikidata |
|        | Cal Mosso                     | la Llacuna | masia            |                                          | 41° 26′ 49″ N, 1° 32′ 32″ E / 41.4468862434271°N,1.54230821145797°E                                                                              |                                                      |                          | Modifica les dades a Wikidata |
|        | Cal Nofre Salvet              | la Llacuna | masia            |                                          | 41° 28′ 23″ N, 1° 32′ 18″ E / 41.4730572795392°N,1.5384644793592°E                                                                               |                                                      |                          | Modifica les dades a Wikidata |
|        | Cal Pau de l'Esca             | la Llacuna | masia            |                                          | 41° 27′ 59″ N, 1° 31′ 10″ E / 41.4665165635048°N,1.51933208697585°E                                                                              |                                                      |                          | Modifica les dades a Wikidata |
|        | Cal Pigó de la Serra          | la Llacuna | masia            |                                          | 41° 26′ 17″ N, 1° 30′ 38″ E / 41.4381475248279°N,1.51053324216906°E                                                                              |                                                      |                          | Modifica les dades a Wikidata |
|        | Cal Plana Pelada              | la Llacuna | masia            |                                          | 41° 26′ 52″ N, 1° 33′ 04″ E / 41.4477357691693°N,1.55108808794672°E                                                                              |                                                      |                          | Modifica les dades a Wikidata |
|        | Cal Poc de la Saborosa        | la Llacuna | masia            |                                          | 41° 26′ 19″ N, 1° 30′ 26″ E / 41.4385926609215°N,1.50735112427728°E                                                                              |                                                      |                          | Modifica les dades a Wikidata |
|        | Cal Pollastre                 | la Llacuna | masia            |                                          | 41° 30′ 24″ N, 1° 35′ 49″ E / 41.5066079495851°N,1.59697375623066°E                                                                              |                                                      |                          | Modifica les dades a Wikidata |
|        | Cal Pujador Nou               | la Llacuna | masia            |                                          | 41° 29′ 06″ N, 1° 33′ 24″ E / 41.4849953756283°N,1.55658264442143°E                                                                              |                                                      |                          | Modifica les dades a Wikidata |
|        | Cal Quec                      | la Llacuna | masia            |                                          | 41° 28′ 41″ N, 1° 33′ 24″ E / 41.4779795749382°N,1.5566425341922°E                                                                               |                                                      |                          | Modifica les dades a Wikidata |
|        | Cal Ramon de la Pollina       | la Llacuna | masia            |                                          | 41° 26′ 53″ N, 1° 33′ 03″ E / 41.4481652783825°N,1.55086304551634°E                                                                              |                                                      |                          | Modifica les dades a Wikidata |
|        | Cal Rubí                      | la Llacuna | masia            |                                          | 41° 28′ 09″ N, 1° 30′ 50″ E / 41.469095135032°N,1.5139315997435°E                                                                                |                                                      |                          | Modifica les dades a Wikidata |
|        | Cal Sant                      | la Llacuna | masia            |                                          | 41° 26′ 16″ N, 1° 30′ 47″ E / 41.4376925563467°N,1.51296146816229°E                                                                              |                                                      |                          | Modifica les dades a Wikidata |
|        | Cal Ton de l'Era              | la Llacuna | masia            |                                          | 41° 26′ 27″ N, 1° 31′ 27″ E / 41.4407091093843°N,1.52408452015217°E                                                                              |                                                      |                          | Modifica les dades a Wikidata |
|        | Cal Ton de la Llambarda Vella | la Llacuna | masia            |                                          | 41° 26′ 50″ N, 1° 33′ 05″ E / 41.4472252175693°N,1.55131493042225°E                                                                              |                                                      |                          | Modifica les dades a Wikidata |
|        | Cal Totxo                     | la Llacuna | masia            |                                          | 41° 26′ 24″ N, 1° 31′ 21″ E / 41.4399754721935°N,1.52236551824965°E                                                                              |                                                      |                          | Modifica les dades a Wikidata |
|        | Cal Tou                       | la Llacuna | masia            |                                          | 41° 29′ 48″ N, 1° 35′ 03″ E / 41.4967040785783°N,1.58406908630024°E                                                                              |                                                      |                          | Modifica les dades a Wikidata |
|        | Cal Traces                    | la Llacuna | masia            |                                          | 41° 26′ 38″ N, 1° 32′ 25″ E / 41.4438707581436°N,1.5403287458253°E                                                                               |                                                      |                          | Modifica les dades a Wikidata |
|        | Cal Trill                     | la Llacuna | masia            |                                          | 41° 29′ 49″ N, 1° 35′ 21″ E / 41.4970199499968°N,1.58924971388213°E                                                                              |                                                      |                          | Modifica les dades a Wikidata |
|        | Cal Xixella                   | la Llacuna | masia            |                                          | 41° 30′ 07″ N, 1° 33′ 14″ E / 41.5020301559°N,1.5539146478709°E                                                                                  |                                                      |                          | Modifica les dades a Wikidata |
|        | Can Baltà                     | la Llacuna | masia            | Estil: arquitectura barroca 18th century | 41° 27′ 30″ N, 1° 34′ 07″ E / 41.458444°N,1.568599°E ca:Baltà 578 msnm                                                                           | bé integrant del patrimoni cultural català           | Can Baltà (la Llacuna)   | Modifica les dades a Wikidata |
|        | Can Bartolí                   | la Llacuna | masia            |                                          | 41° 29′ 05″ N, 1° 30′ 23″ E / 41.4847064681447°N,1.50644880211715°E                                                                              |                                                      |                          | Modifica les dades a Wikidata |
|        | Can Carbonell                 | la Llacuna | masia            |                                          | 41° 27′ 42″ N, 1° 33′ 57″ E / 41.4617287962508°N,1.56585169638672°E                                                                              |                                                      |                          | Modifica les dades a Wikidata |
|        | Can Casanelles                | la Llacuna | masia            | Estat: ruïnós                            | 41° 27′ 21″ N, 1° 34′ 56″ E / 41.4558331023173°N,1.58215684269696°E ca:Prop les Cases Noves del Pardo 566 msnm                                   |                                                      |                          | Modifica les dades a Wikidata |
|        | Can Coguls                    | la Llacuna | masia            |                                          | 41° 27′ 25″ N, 1° 32′ 57″ E / 41.4569366051985°N,1.54930286397376°E                                                                              |                                                      |                          | Modifica les dades a Wikidata |
|        | Can Fonts                     | la Llacuna | masia            |                                          | 41° 29′ 56″ N, 1° 33′ 56″ E / 41.4989251982779°N,1.56560631362917°E                                                                              |                                                      |                          | Modifica les dades a Wikidata |
|        | Can Jaume Ternet              | la Llacuna | masia            |                                          | 41° 27′ 08″ N, 1° 34′ 34″ E / 41.4521568290156°N,1.57621493329994°E                                                                              |                                                      |                          | Modifica les dades a Wikidata |
|        | Can Magines                   | la Llacuna | masia            |                                          | 41° 29′ 44″ N, 1° 35′ 00″ E / 41.4955327361582°N,1.58330391403115°E                                                                              |                                                      |                          | Modifica les dades a Wikidata |
|        | Can Magí                      | la Llacuna | masia            |                                          | 41° 28′ 19″ N, 1° 34′ 02″ E / 41.471816919501°N,1.56730593333322°E                                                                               |                                                      |                          | Modifica les dades a Wikidata |
|        | Can Poc                       | la Llacuna | masia            |                                          | 41° 30′ 20″ N, 1° 36′ 20″ E / 41.5055953968752°N,1.6055507528063°E                                                                               |                                                      |                          | Modifica les dades a Wikidata |
|        | Can Quim                      | la Llacuna | masia            |                                          | 41° 26′ 49″ N, 1° 31′ 32″ E / 41.4469535084613°N,1.52567880120142°E                                                                              |                                                      |                          | Modifica les dades a Wikidata |
|        | Can Salvet                    | la Llacuna | masia            |                                          | 41° 26′ 35″ N, 1° 30′ 57″ E / 41.44299782171°N,1.5157243284517°E                                                                                 |                                                      |                          | Modifica les dades a Wikidata |
|        | Can Sanaüja                   | la Llacuna | masia            |                                          | 41° 29′ 43″ N, 1° 34′ 05″ E / 41.4953527505295°N,1.56804522178405°E                                                                              |                                                      |                          | Modifica les dades a Wikidata |
|        | Can Tarumba                   | la Llacuna | masia            |                                          | 41° 27′ 03″ N, 1° 33′ 05″ E / 41.4508560508451°N,1.55138977574969°E                                                                              |                                                      |                          | Modifica les dades a Wikidata |
|        | Can Valls                     | la Llacuna | masia            |                                          | 41° 29′ 46″ N, 1° 34′ 53″ E / 41.4962384924442°N,1.58137169350438°E                                                                              |                                                      |                          | Modifica les dades a Wikidata |
|        | Casa Nova de Cal Marquet      | la Llacuna | masia            |                                          | 41° 28′ 23″ N, 1° 33′ 07″ E / 41.4730110992801°N,1.55190251849537°E                                                                              |                                                      |                          | Modifica les dades a Wikidata |
|        | Casa Novell                   | la Llacuna | masia            |                                          | 41° 27′ 48″ N, 1° 31′ 14″ E / 41.4632193912932°N,1.52068834051131°E                                                                              |                                                      |                          | Modifica les dades a Wikidata |
|        | Casa d'Ancosa                 | la Llacuna | masia            |                                          | 41° 27′ 02″ N, 1° 29′ 38″ E / 41.4504506909252°N,1.49388641618184°E                                                                              |                                                      |                          | Modifica les dades a Wikidata |
|        | Coma Tornera                  | la Llacuna | masia            |                                          | 41° 30′ 29″ N, 1° 34′ 21″ E / 41.5079633024469°N,1.57244046905778°E                                                                              |                                                      |                          | Modifica les dades a Wikidata |
|        | Fontfregona                   | la Llacuna | masia            |                                          | 41° 30′ 24″ N, 1° 33′ 15″ E / 41.5067265466735°N,1.55419484057087°E                                                                              |                                                      |                          | Modifica les dades a Wikidata |
|        | Mas Conill de més Amunt       | la Llacuna | masia            |                                          | 41° 28′ 17″ N, 1° 34′ 02″ E / 41.4713377326373°N,1.56716080256441°E                                                                              |                                                      |                          | Modifica les dades a Wikidata |
|        | Mas Conill de més Avall       | la Llacuna | masia            |                                          | 41° 28′ 11″ N, 1° 34′ 17″ E / 41.469823323951°N,1.5713960826678°E                                                                                |                                                      |                          | Modifica les dades a Wikidata |
|        | Mas Martí                     | la Llacuna | masia            |                                          | 41° 28′ 30″ N, 1° 29′ 41″ E / 41.4751336344768°N,1.49483603918704°E                                                                              |                                                      |                          | Modifica les dades a Wikidata |
|        | Mas d'en Branca               | la Llacuna | masia            |                                          | 41° 29′ 45″ N, 1° 35′ 44″ E / 41.495700890514°N,1.59554395993649°E                                                                               |                                                      |                          | Modifica les dades a Wikidata |
|        | Mas d'en Torrents             | la Llacuna | masia            |                                          | 41° 29′ 54″ N, 1° 33′ 23″ E / 41.4984661105041°N,1.55627154680884°E ca:Carretera La Llacuna-Sant Joan de Mediona, banda esquerra creuament Rofes |                                                      |                          | Modifica les dades a Wikidata |
|        | Mas d'en Torres               | la Llacuna | masia            |                                          | 41° 30′ 03″ N, 1° 33′ 02″ E / 41.5009168779886°N,1.55060995689693°E                                                                              |                                                      |                          | Modifica les dades a Wikidata |
|        | Mas de l'Espinagosa           | la Llacuna | masia            |                                          | 41° 27′ 29″ N, 1° 33′ 22″ E / 41.457923015836°N,1.5560923406718°E                                                                                |                                                      |                          | Modifica les dades a Wikidata |
|        | Ventanell                     | la Llacuna | masia            |                                          | 41° 26′ 49″ N, 1° 32′ 31″ E / 41.446936367903°N,1.5419707733616°E                                                                                |                                                      |                          | Modifica les dades a Wikidata |
|        | el Collet                     | la Llacuna | masia            |                                          | 41° 30′ 12″ N, 1° 33′ 16″ E / 41.5034517433168°N,1.55449535223974°E                                                                              |                                                      |                          | Modifica les dades a Wikidata |
|        | el Pas                        | la Llacuna | masia            |                                          | 41° 29′ 13″ N, 1° 30′ 43″ E / 41.4870749353004°N,1.51197638194129°E                                                                              |                                                      |                          | Modifica les dades a Wikidata |
|        | els Carbons                   | la Llacuna | masia            |                                          | 41° 26′ 11″ N, 1° 30′ 58″ E / 41.4364086076715°N,1.51606685975124°E                                                                              |                                                      |                          | Modifica les dades a Wikidata |
|        | els Casals                    | la Llacuna | masia            |                                          | 41° 29′ 25″ N, 1° 33′ 02″ E / 41.490279005123°N,1.55057161669912°E                                                                               |                                                      |                          | Modifica les dades a Wikidata |
|        | els Castellots                | la Llacuna | masia casa forta |                                          | 41° 29′ 03″ N, 1° 33′ 31″ E / 41.484213°N,1.558596°E ca:Camí de can Martinet                                                                     | bé d'interès cultural bé cultural d'interès nacional |                          | Modifica les dades a Wikidata |
|        | l'Hostal                      | la Llacuna | masia            |                                          | 41° 27′ 02″ N, 1° 33′ 56″ E / 41.4505382480038°N,1.56555949725291°E                                                                              |                                                      |                          | Modifica les dades a Wikidata |
|        | la Casa Nova                  | la Llacuna | masia            |                                          | 41° 29′ 14″ N, 1° 33′ 03″ E / 41.4872195594305°N,1.55080751853796°E 571 msnm                                                                     |                                                      |                          | Modifica les dades a Wikidata |
|        | la Casanova                   | la Llacuna | masia            | Estat: ruïnós                            | 41° 30′ 20″ N, 1° 36′ 05″ E / 41.5054268341965°N,1.60131275971404°E 560 msnm                                                                     |                                                      |                          | Modifica les dades a Wikidata |
|        | la Caseta                     | la Llacuna | masia            |                                          | 41° 29′ 42″ N, 1° 35′ 22″ E / 41.4950148346646°N,1.58953283112562°E                                                                              |                                                      |                          | Modifica les dades a Wikidata |
|        | la Pedra Llisa                | la Llacuna | masia            |                                          | 41° 28′ 55″ N, 1° 30′ 17″ E / 41.4820814754621°N,1.50476036319007°E                                                                              |                                                      |                          | Modifica les dades a Wikidata |
|        | la Peça                       | la Llacuna | masia            |                                          | 41° 27′ 57″ N, 1° 34′ 20″ E / 41.4659692464076°N,1.5722125806145°E                                                                               |                                                      |                          | Modifica les dades a Wikidata |
|        | la Pollina                    | la Llacuna | masia            |                                          | 41° 26′ 36″ N, 1° 31′ 28″ E / 41.4433975324282°N,1.52441861679938°E ca:Carretera La Llacuna-Pontons, prop del km 25                              |                                                      |                          | Modifica les dades a Wikidata |
|        | la Rovira                     | la Llacuna | masia            |                                          | 41° 29′ 30″ N, 1° 33′ 36″ E / 41.4915593066565°N,1.55999478921498°E ca:Carretera La Llacuna-Sant Joan de Mediona, banda esquerra abans de Rofes  |                                                      |                          | Modifica les dades a Wikidata |
|        | la Salada                     | la Llacuna | masia            |                                          | 41° 29′ 15″ N, 1° 32′ 47″ E / 41.4875857928579°N,1.54628341425592°E                                                                              |                                                      |                          | Modifica les dades a Wikidata |
|        | les Berengueres               | la Llacuna | masia            |                                          | 41° 30′ 36″ N, 1° 36′ 02″ E / 41.5100019448001°N,1.60053125109906°E                                                                              |                                                      |                          | Modifica les dades a Wikidata |
|        | les Clotes                    | la Llacuna | masia            | 19th century                             | 41° 27′ 59″ N, 1° 30′ 55″ E / 41.4663102406533°N,1.51520551577099°E ca:Carretera La Llacuna-Torrebusqueta, banda dreta                           |                                                      |                          | Modifica les dades a Wikidata |
|        | les Solanes                   | la Llacuna | masia            | Estil: arquitectura popular 16th century | 41° 26′ 11″ N, 1° 30′ 18″ E / 41.436322°N,1.504978°E ca:Respecte del Km 25 direcció Pontons                                                      | bé integrant del patrimoni cultural català           | Les Solanes (la Llacuna) | Modifica les dades a Wikidata |

## molí d'aigua
| imatge | Nom                   | Ubicat a   | instància de | Detalls                     | coordenades                                                                                             | Protecció                                  | Commons (més fotos)       | Dades a WD                    |
| ------ | --------------------- | ---------- | ------------ | --------------------------- | --- | ------------------------------------------ | ------------------------- | ----------------------------- |
|        | Molí de Baix de Rofes | la Llacuna | molí d'aigua | Estil: arquitectura popular | | bé integrant del patrimoni cultural català |                           | Modifica les dades a Wikidata |
|        | Molí de Dalt de Rofes | la Llacuna | molí d'aigua | Estil: arquitectura popular | | bé integrant del patrimoni cultural català |                           | Modifica les dades a Wikidata |
|        | Molí del Nin          | la Llacuna | molí d'aigua | Estil: arquitectura popular | 41° 27′ 57″ N, 1° 31′ 08″ E / 41.465769°N,1.518779°E ca:Carretera La Llacuna-Torrebusqueta, banda dreta | bé integrant del patrimoni cultural català | Molí del Nin (la Llacuna) | Modifica les dades a Wikidata |
|        | el Molí               | la Llacuna | molí d'aigua |                             | 41° 29′ 32″ N, 1° 34′ 04″ E / 41.4923501769347°N,1.56778791372906°E                                     |                                            |                           | Modifica les dades a Wikidata |

## muntanya
| imatge | Nom                       | Ubicat a                  | instància de | Detalls | coordenades                                                            | Protecció | Commons (més fotos)         | Dades a WD                    |
| ------ | ------------------------- | ------------------------- | ------------ | ------- | ---------------------------------------------------------------------- | --------- | --------------------------- | ----------------------------- |
|        | Cingle de les Casesvelles | la Llacuna                | muntanya     |         | 41° 26′ 45″ N, 1° 30′ 32″ E / 41.44576389°N,1.50898611°E 878.4 msnm    |           |                             | Modifica les dades a Wikidata |
|        | Puig Castellar            | la Llacuna                | muntanya     |         | 41° 26′ 54″ N, 1° 30′ 59″ E / 41.4483303855°N,1.51647754872°E 943 msnm |           | Puig Castellar (la Llacuna) | Modifica les dades a Wikidata |
|        | Puig de Solanes           | la Llacuna Pontons Querol | muntanya     |         | 41° 26′ 09″ N, 1° 29′ 45″ E / 41.4359°N,1.49579°E 914 msnm             |           |                             | Modifica les dades a Wikidata |
|        | Roques de la Crida        | la Llacuna                | muntanya     |         | 41° 27′ 38″ N, 1° 32′ 16″ E / 41.4605°N,1.53783°E 845.4 msnm           |           |                             | Modifica les dades a Wikidata |
|        | Serral de la Bullida      | la Llacuna Orpí           | muntanya     |         | 41° 30′ 27″ N, 1° 34′ 51″ E / 41.5074°N,1.58094°E 700.5 msnm           |           |                             | Modifica les dades a Wikidata |
|        | Turó de Can Fonts         | la Llacuna                | muntanya     |         | 41° 29′ 55″ N, 1° 33′ 55″ E / 41.4986°N,1.5654°E 607.2 msnm            |           |                             | Modifica les dades a Wikidata |
|        | Turó de Cantacorbs        | la Llacuna Mediona        | muntanya     |         | 41° 28′ 54″ N, 1° 34′ 18″ E / 41.48160556°N,1.57178056°E 725.6 msnm    |           |                             | Modifica les dades a Wikidata |
|        | la Secanella              | la Llacuna                | muntanya     |         | 41° 29′ 56″ N, 1° 35′ 46″ E / 41.49898333°N,1.59614722°E 610.3 msnm    |           |                             | Modifica les dades a Wikidata |
|        | la Talaia                 | la Llacuna                | muntanya     |         | 41° 30′ 19″ N, 1° 33′ 33″ E / 41.50535833°N,1.55914722°E 673.3 msnm    |           |                             | Modifica les dades a Wikidata |

## pont
| imatge | Nom                  | Ubicat a   | instància de | Detalls | coordenades                                                                      | Protecció                                  | Commons (més fotos)        | Dades a WD                    |
| ------ | -------------------- | ---------- | ------------ | ------- | -------------------------------------------------------------------------------- | ------------------------------------------ | -------------------------- | ----------------------------- |
|        | Pont de Cal Matoses  | la Llacuna | pont         |         | 41° 29′ 39″ N, 1° 34′ 37″ E / 41.4941392319467°N,1.57694902153508°E              |                                            |                            | Modifica les dades a Wikidata |
|        | Pont de l'Arc        | la Llacuna | pont         |         | 41° 28′ 12″ N, 1° 31′ 54″ E / 41.47008°N,1.53164°E ca:Carretera de Torrebusqueta | bé integrant del patrimoni cultural català | Pont de l'Arc (la Llacuna) | Modifica les dades a Wikidata |
|        | Pont de la Casa Nova | la Llacuna | pont         |         | 41° 29′ 14″ N, 1° 33′ 08″ E / 41.4872657286186°N,1.5523277676482°E               |                                            |                            | Modifica les dades a Wikidata |
|        | Pont de les Esplanes | la Llacuna | pont         |         | 41° 28′ 46″ N, 1° 32′ 37″ E / 41.4795448232245°N,1.54362457419794°E              |                                            |                            | Modifica les dades a Wikidata |

## portal
| imatge | Nom                       | Ubicat a   | instància de | Detalls                     | coordenades                                                            | Protecció                                  | Commons (més fotos) | Dades a WD                    |
| ------ | ------------------------- | ---------- | ------------ | --------------------------- | ---------------------------------------------------------------------- | ------------------------------------------ | ------------------- | ----------------------------- |
|        | Portal de Cal Jennin      | la Llacuna | portal       | Estil: arquitectura popular |                                                                        | bé integrant del patrimoni cultural català |                     | Modifica les dades a Wikidata |
|        | Portal de Cal Mallendrich | la Llacuna | portal       | Estil: arquitectura popular | 41° 28′ 20″ N, 1° 32′ 03″ E / 41.47222296176559°N,1.5340593559500268°E | bé integrant del patrimoni cultural català |                     | Modifica les dades a Wikidata |

## serra
| imatge | Nom                    | Ubicat a                           | instància de | Detalls | coordenades                                                         | Protecció | Commons (més fotos)  | Dades a WD                    |
| ------ | ---------------------- | ---------------------------------- | ------------ | ------- | ------------------------------------------------------------------- | --------- | -------------------- | ----------------------------- |
|        | Serra d'Ancosa         | la Llacuna                         | serra        |         | 41° 27′ 18″ N, 1° 32′ 06″ E / 41.455°N,1.53513°E                    |           |                      | Modifica les dades a Wikidata |
|        | Serra d'Orpinell       | Carme la Llacuna Orpí              | serra        |         | 41° 30′ 54″ N, 1° 36′ 09″ E / 41.5151°N,1.60238°E 736.4 msnm        |           |                      | Modifica les dades a Wikidata |
|        | Serra de Baltà         | la Llacuna                         | serra        |         | 41° 27′ 06″ N, 1° 33′ 46″ E / 41.4518°N,1.56266°E 817.2 msnm        |           |                      | Modifica les dades a Wikidata |
|        | Serra de Feixes        | la Llacuna                         | serra        |         | 41° 30′ 35″ N, 1° 34′ 21″ E / 41.5097°N,1.57244°E 768.5 msnm        |           |                      | Modifica les dades a Wikidata |
|        | Serra de Fontfregona   | la Llacuna Santa Maria de Miralles | serra        |         | 41° 29′ 32″ N, 1° 32′ 00″ E / 41.49223889°N,1.53333056°E 687 msnm   |           | Serra de Fontfregona | Modifica les dades a Wikidata |
|        | Serra de Puigfred      | la Llacuna Mediona                 | serra        |         | 41° 28′ 46″ N, 1° 34′ 03″ E / 41.47953333°N,1.56746°E 725.6 msnm    |           |                      | Modifica les dades a Wikidata |
|        | Serra de la Llacuna    | la Llacuna                         | serra        |         | 41° 27′ 55″ N, 1° 33′ 07″ E / 41.46536389°N,1.55199306°E 843.8 msnm |           |                      | Modifica les dades a Wikidata |
|        | Serra dels Esgavellats | la Llacuna                         | serra        |         | 41° 26′ 31″ N, 1° 30′ 20″ E / 41.442°N,1.50559°E 919.2 msnm         |           |                      | Modifica les dades a Wikidata |
|        | serra Alta             | la Llacuna Querol                  | serra        |         | 41° 26′ 51″ N, 1° 28′ 20″ E / 41.44742778°N,1.47220278°E 767.9 msnm |           |                      | Modifica les dades a Wikidata |

## Misc
| imatge | Nom                                                 | Ubicat a                                               | instància de                              | Detalls                                                                              | coordenades                                                                  | Protecció                                            | Commons (més fotos)        | Dades a WD                    |
| ------ | --------------------------------------------------- | ------------------------------------------------------ | ----------------------------------------- | ------------------------------------------------------------------------------------ | ---------------------------------------------------------------------------- | ---------------------------------------------------- | -------------------------- | ----------------------------- |
|        | Capçaleres del Foix                                 | Torrelles de Foix Mediona Font-rubí Pontons la Llacuna | àrea protegida àrea protegida Natura 2000 | 1992 Superfície: 2183.78912ha                                                        | 41° 26′ 51″ N, 1° 35′ 38″ E / 41.447588°N,1.59399°E                          |                                                      | Capçaleres del Foix        | Modifica les dades a Wikidata |
|        | Plaça porticada de la Llacuna                       | la Llacuna                                             | plaça                                     | Estil: arquitectura popular                                                          | 41° 28′ 21″ N, 1° 32′ 02″ E / 41.47255°N,1.53377°E                           | bé integrant del patrimoni cultural català           | Plaça Major (La Llacuna)   | Modifica les dades a Wikidata |
|        | Puig del Castellar                                  | la Llacuna                                             | vèrtex geodèsic                           | Alt: 1.2m                                                                            | 41° 26′ 54″ N, 1° 30′ 59″ E / 41.448313°N,1.51648°E 944.376 msnm             |                                                      |                            | Modifica les dades a Wikidata |
|        | Restes de muralla i portals del poble de la Llacuna | la Llacuna                                             | muralla urbana                            | Estil: arquitectura popular                                                          | 41° 28′ 22″ N, 1° 31′ 57″ E / 41.472645°N,1.532539°E                         | bé d'interès cultural bé cultural d'interès nacional | Muralla de la Llacuna      | Modifica les dades a Wikidata |
|        | casa consistorial de la Llacuna                     | la Llacuna                                             | casa consistorial                         |                                                                                      | 41° 28′ 21″ N, 1° 32′ 01″ E / 41.4724654°N,1.5334833°E                       |                                                      |                            | Modifica les dades a Wikidata |
|        | creu del Pla de la Llacuna                          | la Llacuna                                             | creu de terme                             | Estil: arquitectura gòtica 15th century                                              | 41° 28′ 58″ N, 1° 31′ 07″ E / 41.482665°N,1.518677°E ca:Carretera d'Igualada | bé integrant del patrimoni cultural català           | Creu del Pla de la Llacuna | Modifica les dades a Wikidata |
|        | les Vilates                                         | la Llacuna                                             | nucli de població                         |                                                                                      | 41° 29′ 15″ N, 1° 32′ 49″ E / 41.487532397389°N,1.5470500370118°E            |                                                      |                            | Modifica les dades a Wikidata |
|        | roure d'Ancosa                                      | la Llacuna                                             | arbre singular                            | Taxon: roure cerrioide (Quercus × cerrioides) Ample: 24.8m Alt: 16m Perímetre: 4.48m | 41° 26′ 52″ N, 1° 29′ 31″ E / 41.4478°N,1.49194°E ca:Plana d'Ancosa 732 msnm | arbre monumental                                     | Roure d'Ancosa             | Modifica les dades a Wikidata |